# Giovanni Berardi
Pour les articles homonymes, voir Berardi.
Giovanni Berardi di Tagliacozzo (né en 1380 à Corcumello dans les Abruzzes, Italie, et mort à Rome le 21 janvier 1449) est un cardinal italien du XVe siècle.

## Biographie
Berardi est lecteur à l'université de Bologne et clerc de Marsi. En 1421, il est nommé archevêque de Tarente et il reçoit le diocèse de León in commendam en 1435. Fin 1439, après l'élection de l'antipape Félix V, il est nommé légat en Allemagne.
Le pape Eugène IV le crée cardinal lors du consistoire du 18 décembre 1439. Le cardinal Berardi est légat a latere pour rétablir la paix entre les rois de Sicile et d'Aragón. En 1443-1444, il est camerlingue du Sacré Collège, nommé fin 1444 grand pénitencier et en 1445 doyen du Collège des cardinaux.
Le cardinal Berardi participe au conclave de 1447 lors duquel Nicolas V est élu.